# Janise Yntema
Janise Yntema (New Jersey, 29 maart 1962) is een Amerikaanse schilderes die werkt met de oude was encaustiek techniek. Ze werkt en woont in Brussel, België.
Yntema volgde de Parsons School of Design en de Art Students League of New York. Ze had solotentoonstellingen in New York en in de Verenigde Staten, maar ook in Londen, Amsterdam en Brussel. Haar werken bevinden zich in de collecties van verschillende musea in Europa en de Verenigde Staten, waaronder het Museum of Modern Art en het Metropolitan Museum of Art.

## Opleiding
Yntema ging naar het St. John the Divine Stoneyard Institute. In 1979 studeerde ze af aan de Art Students League in New York. Van 1980 tot 1984 studeerde ze aan de Parsons School of Design, waar ze haar Bachelors of Fine Arts degree of behaalde. In 2020 behaalde ze een masterdiploma in de geschiedenis en filosofie van de kunst aan de Paris School of History and Culture, Universiteit van Kent met een proefschrift getiteld "ECOACTIVISM: Framing the Geopolitics of  Contemporary Landscape and its Representation".

## Carrière
Haar schilderijen zijn gemaakt van talloze lagen doorschijnende toepassingen van gepigmenteerde was die met een brander zijn samengesmolten om een glad en glanzend huidachtig oppervlak te creëren. Yntema heeft gewerkt met marmerstof, aluminium, ijzerpoeder, hout en was. Ze zei in 1996 dat haar oeuvre "verwijst naar figuratie en landschap, maar is geabstraheerd en afgekort om de aanvankelijke intensiteit van het fysieke gebaar te omvatten".
In 1991 bewerkte Yntema Portrait of a Mile Square City: Stories from Hoboken, geschreven door David Plakke.

### Tentoonstellingen
Yntema heeft deelgenomen aan meer dan 60 groepstentoonstellingen en had solo-exposities in New York, Londen, Amsterdam en Brussel.

### Collecties
Yntema's werk is opgenomen in de vaste collecties van de volgende instellingen:
- Amherst College, Amherst, MA
- Art Institute of Chicago, Chicago, IL
- Brooklyn Museum of Art, Library Collections, Brooklyn, NY
- Carnegie Institute Museum of Art, Pittsburgh, PA
- Cincinnati Museum of Art, Cincinnati, OH
- Fred Jones Jr. Museum of Art, Norman, OK
- Gutenberg Museum, Mainz, Germany
- Metropolitan Museum of Art, New York NY
- Milwaukee Arts Museum, Milwaukee, WI
- Museum of Modern Art, Library Collections, New York, NY
- National Museum for Women in the Arts, Washington, D.C.
- Provincetown Art Association and Museum, Provincetown, MA
- Stedelijk Museum, Amsterdam, The Netherlands
- Yale University Art Gallery, New Haven, CT